# Прирітка білошия
Прирітка білошия (Platysteira castanea) — вид горобцеподібних птахів прирітникових (Platysteiridae).

## Поширення
Вид поширений в Центральній Африці від півдня Нігерії на схід до Уганди та на південь до Північної Анголи. Його природними середовищами існування є субтропічні або тропічні вологі низинні ліси, субтропічні або тропічні болота та волога савана.